# Pol Cassel

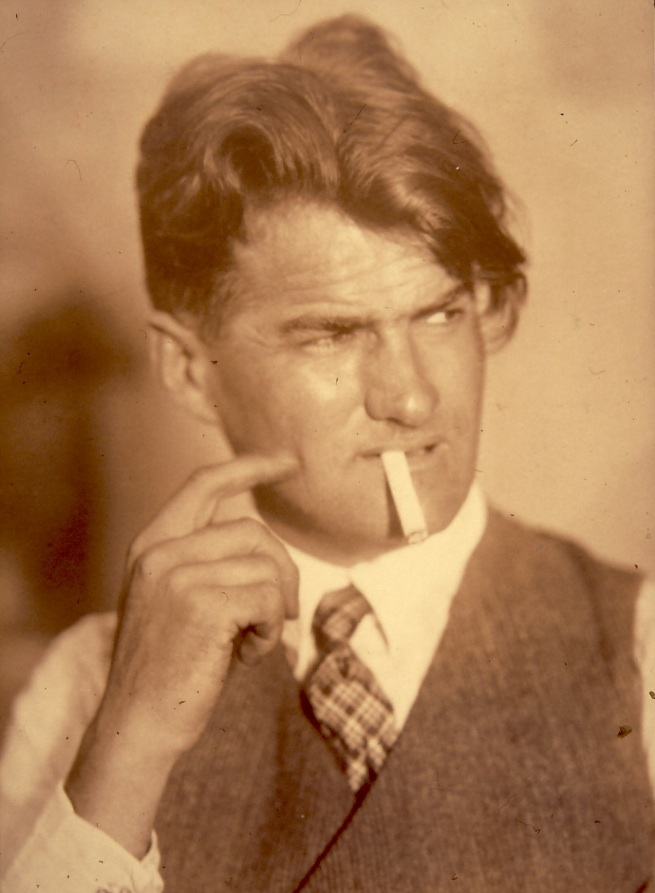
Pol Cassel, 1928, Foto von Genja Jonas

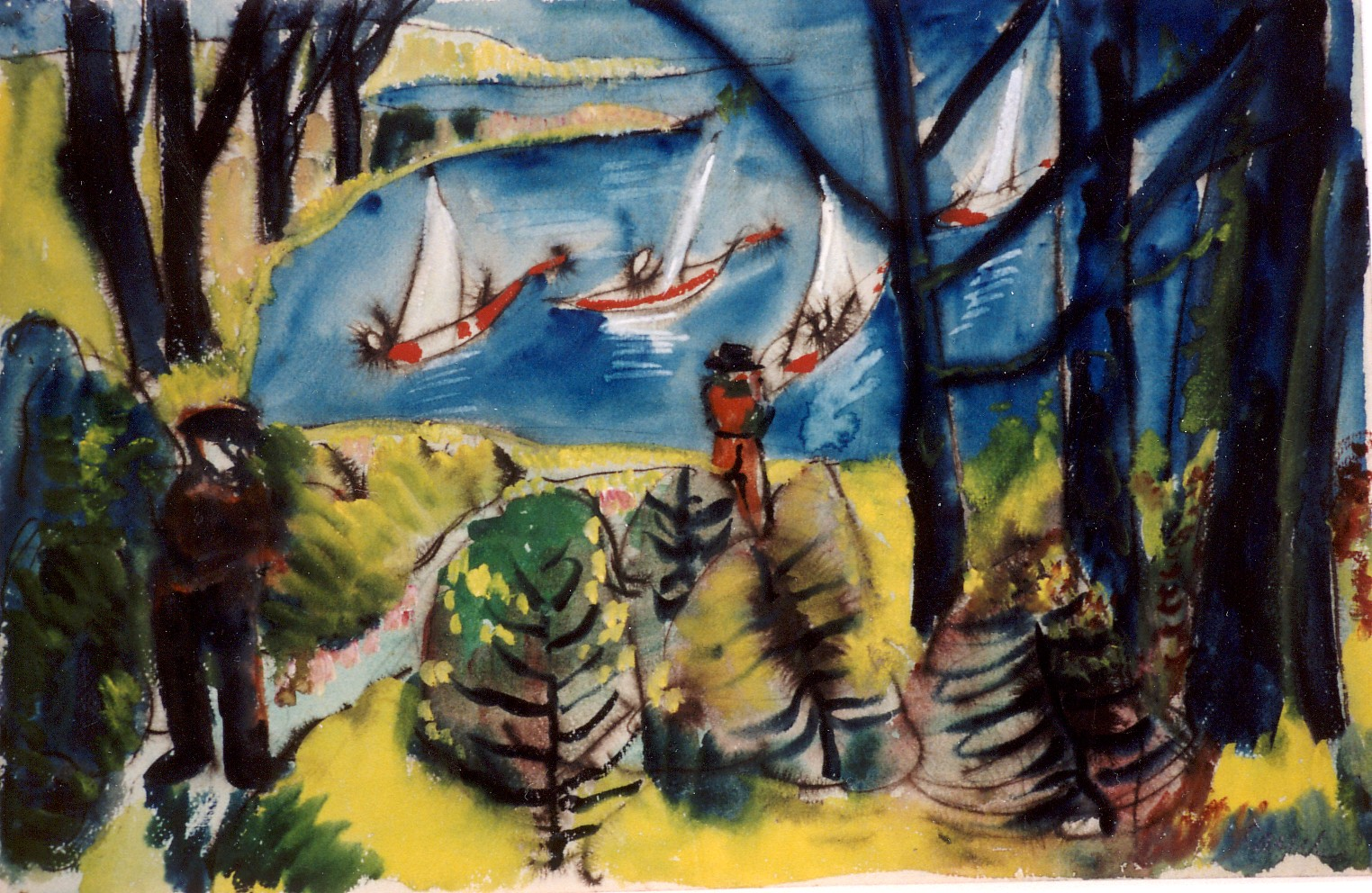
Fischerboote in der Bretagne, 1926

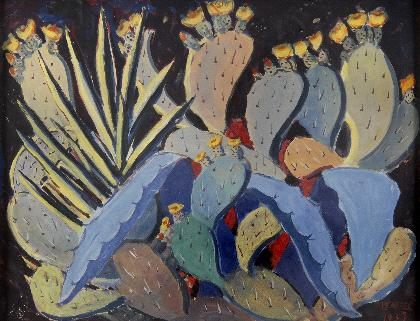
Pol Cassel: Kakteen (1937)

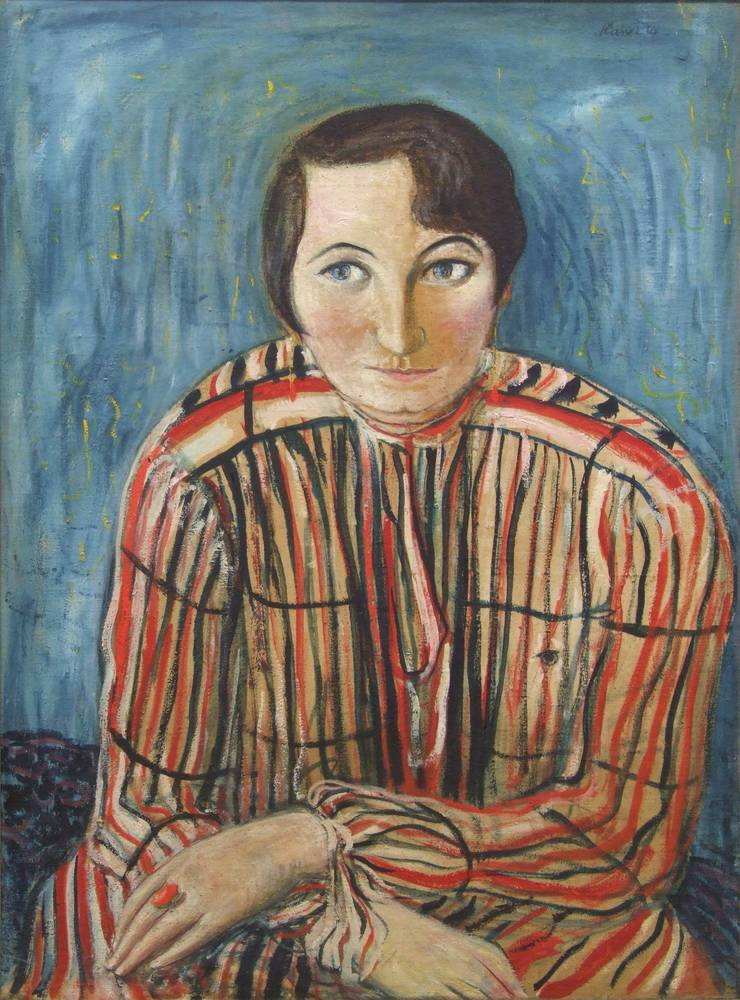
Bildnis der Fotografin Genja Jonas (1926)

Pol Cassel (eigentlich Paul Ernst Karl Cassel; * 17. März 1892 in München; † 9. Juli 1945 in Kischinew) war ein Dresdner Maler und Grafiker der Klassischen Moderne.

## Leben und Werk
Cassel wurde 1907 bis 1914 in den Kunstgewerbeschulen in Erfurt und Dresden ausgebildet. Er nahm am Ersten Weltkrieg teil und schloss sich danach dem Freundeskreis um Conrad Felixmüller an, zu dem auch Otto Griebel, Otto Dix und Elfriede Lohse-Wächtler gehörten. 1921 zog er mit seiner Frau Susanna und seinem ersten Sohn Ra von Dresden nach Wehlen, wo er bis 1938 blieb. Er bekam einen zweiten Sohn, Constantin.
In einem abgelegenen Steinbruch oberhalb von Zeichen entstanden in seinem Sommeratelier jene Naturstücke, Porträts, Tierbilder, Blumenstillleben und stimmungsvolle Landschaften, in denen der Maler avantgardistische Strömungen seiner Zeit mit dem unmittelbaren Naturerlebnis zu ausdrucksstarken Bildern verarbeitete.
Cassel war Mitglied der Dresdner Secession 1932. Die Machtergreifung der Nationalsozialisten beendete 1933 seine künstlerische  Karriere. Seine Kunst wurde als entartet eingestuft, und 1937 wurden in der nationalsozialistischen Aktion „Entartete Kunst“ sechs seiner Bilder aus der Gemäldegalerie und dem Stadtmuseum Dresden beschlagnahmt und vernichtet. In den Ausstellungen „Entartete Kunst“ (auch „Spiegelbilder des Verfalls“) 1933 in Dresden und „Entartete Kunst“ 1937 in München waren Pol Cassels Bilder vertreten.
Gleichzeitig isolierte ihn sein Eintritt in die NSDAP zum 1. Mai 1933 (Mitgliedsnummer 2.971.292) in seinem Freundeskreis um Otto Dix, Edmund Kesting und Eugen Hoffmann. Die erhoffte Anerkennung von offizieller Seite blieb aus, und damit hielt der materielle Notstand für ihn und seine Familie an. Er musste seinen Lebensunterhalt als Arbeiter in den Steinbrüchen verdienen, bis er 1939 beim Wasserbauamt in Pirna dienstverpflichtet wurde. Im März 1944 wurde er zum Kriegsdienst eingezogen und verstarb in der sowjetischen Kriegsgefangenschaft. Ein Neuanfang blieb ihm deshalb verwehrt, und so geriet er weitgehend in Vergessenheit.
Kunsthistorisch ist Pol Cassel der Verschollenen Generation und dem Expressiven Realismus zuzurechnen.
Cassels Sohn Constantin Cassel (1930–2021) überließ der Städtischen Galerie Dresden 17 Gemälde und 103 Grafiken seines Vaters.

## Darstellung Cassels in der bildenden Kunst
- Otto Dix: Männerkopf/Pol Cassel (Kohlezeichnung, 1920; seit 2014 im Kunstmuseum Bern)[5]
- Eugen Hoffmann: Bildhauer Cassell (Porträtbüste, Bronze, 32,3 × 21,5 × 25,0 cm; 1925; Skulpturensammlung Dresden)[6]

## Werke (Auswahl)

### 1937 als "entartet" beschlagnahmte und vernichtete Werke
- Tuilleriengarten (Öl auf Leinwand, 75 × 110 cm, 1926)
- Tiere in Herbstlandschaft (Tafelbild)
- Midia Pines (Öl)
- Männliches Bildnis (Öl auf Leinwand)
- Landschaft (Aquarell)
- Garten Luxembourg (Aquarell)

### Weitere Werke (Auswahl)
- Susanna mit rotem Halstuch (1923) Sammlung Hartwig Garnerus, München
- Witwe (1925)
- Ra mit Hund, Bildnis des Sohnes Ra (1925) Sammlung Hartwig Garnerus, München
- Menschen im Café (um 1926)
- Bildnis Midi Pines (Öl auf Leinwand, 88,5 × 57,5 cm, 1926; Galerie Neue Meister Dresden)[7]
- Bildnis Genia Jonas (Öl auf Leinwand, 95 × 70 cm, 1926; Galerie Neue Meister Dresden)[8]
- Winter mit Mann (1927)
- Frierende Kinder
- Blick vom Steinbruch auf die Elbe
- Bildnis Frau Glaser (1926)
- Schwarzer Stein (1930 auf der Ausstellung Dresdner Kunst)[9]
- Waldweg in der Sächsischen Schweiz (Öl auf Leinwand, 150 × 92 cm, 1935; Galerie Neue Meister Dresden)[10]
- Kind mit Frucht (Öl auf Leinwand, 83,5 × 93 cm, 1935; Galerie Neue Meister Dresden)[11]

## Ausstellungen (unvollständig)
- 1919 Dresden, Kunstsalon Emil Richter, gemeinsam mit Otto Griebel
- 1925 Dresden, Galerie Neue Kunst Fides, im März, gemeinsam mit Wilhelm Lachnit
- 1925 Dresden, Galerie Neue Kunst Fides, von Juli bis Mitte August
- 1925 Dresden, Kunstsalon Emil Richter, vom 9. Dezember bis 10. Januar 1926
- 1926 Dresden, Galerie Neue Kunst Fides, vom 6. Oktober bis November
- 1928 Erfurt, Angermuseum, von Februar bis März
- 1929 Dresden, Galerie Neue Kunst Fides, im Januar
- 1930: Dresden, Brühlsche Terrasse („Dresdner Kunst 1930“)
- 1931 Dresden, Neue Galerie Ernst Arnold, im Mai
- 1932: Dresden, 1. Ausstellung der Dresdner Secession 1932
- 1933 Dresden, Galerie Neue Kunst Fides
- 1935: Dresden, „Dresdner Kunstausstellung“
- 1935 Freiberg, Freiberger Kunstverein, im Mai
- 1936: Dresden, Brühlsche Terrasse und Städtische Kunsthalle, „Kunstausstellung Dresden“

### Postum
- 1950 Hannover, Studio des Kestner-Museums, im Dezember
- 1962 Dresden, Kunstausstellung Kühl, 9. Dezember bis 26. Januar 1963
- 1963 Dresden, Kunstausstellung Kühl, gemeinsam mit Fritz Tröger
- 1992 Dresden, Kunstausstellung Kühl, vom 15. März bis 25. April
- 2000 Naundorf in der Sächsischen Schweiz, Robert-Sterl-Haus
- 2005 Pirna, Stadtmuseum, vom 29. Januar bis 29. Mai
- 2005 Altenburg, Lindenau-Museum, vom 18. Juni bis 28. August
- 2011/12 Dresden, Kunsthalle im Lipsius-Bau, Neue Sachlichkeit in Dresden. Malerei der Zwanziger Jahre von Dix bis Querner, 1. Oktober 2011 – 8. Januar 2012